# Xysta holosericea
Xysta holosericea är en tvåvingeart som först beskrevs av Fabricius 1805.  Xysta holosericea ingår i släktet Xysta och familjen parasitflugor. Inga underarter finns listade i Catalogue of Life.